# Hibiscus decaspermus
Hibiscus decaspermus är en malvaväxtart som beskrevs av Koerd. och Valet.. Hibiscus decaspermus ingår i Hibiskussläktet som ingår i familjen malvaväxter. Inga underarter finns listade i Catalogue of Life.